# Aechmea chantinii
Aechmea chantinii là một loài thực vật có hoa trong họ Bromeliaceae. Loài này được (Carrière) Baker mô tả khoa học đầu tiên năm 1889.

## Hình ảnh

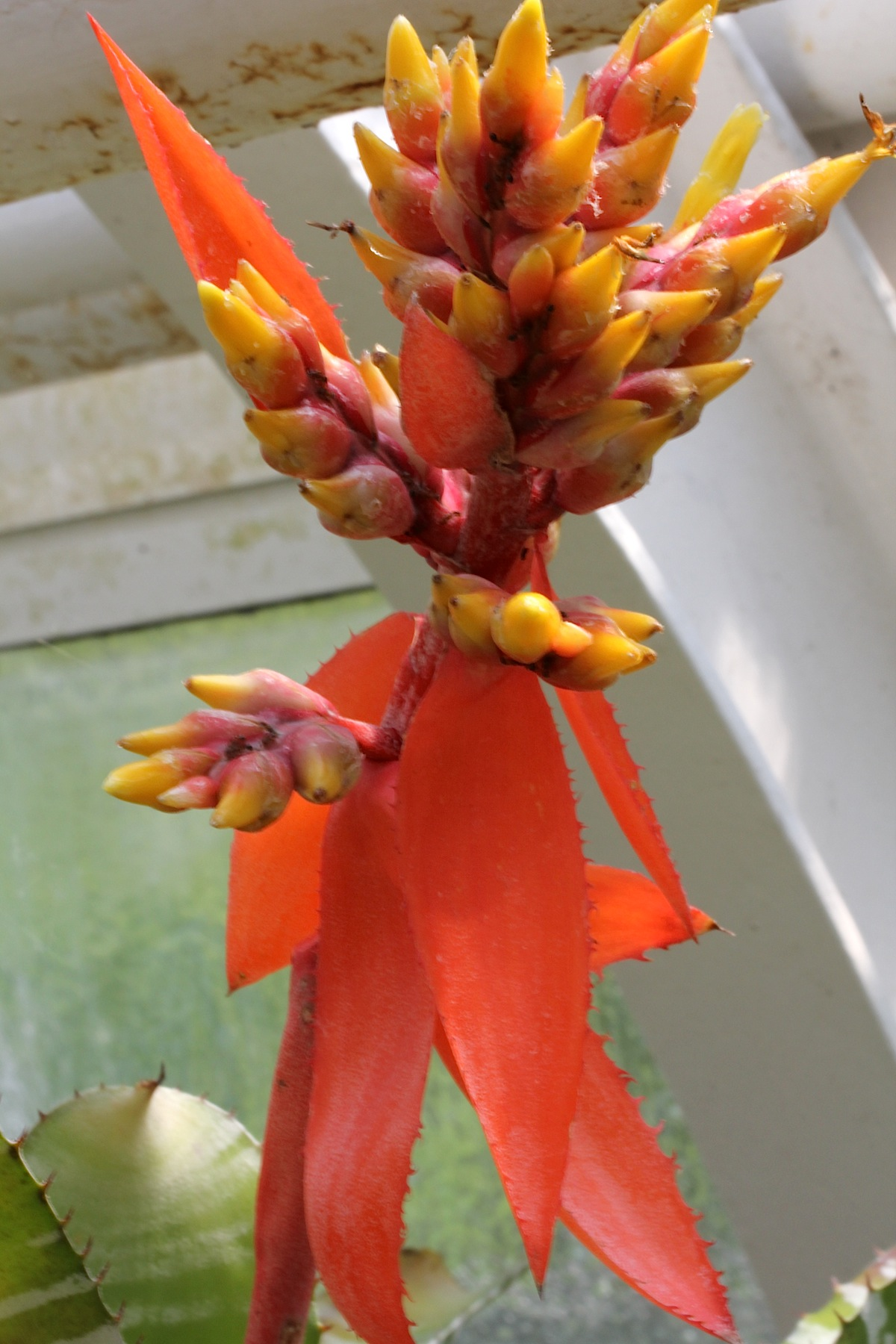
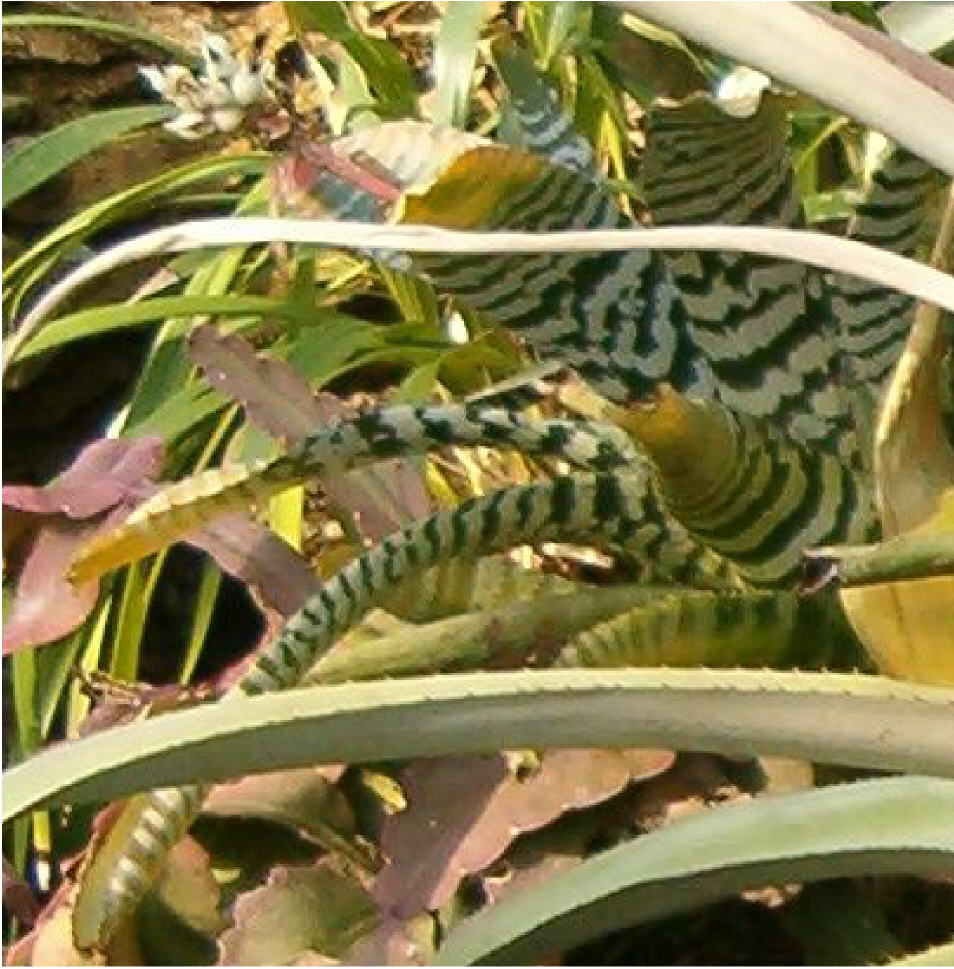
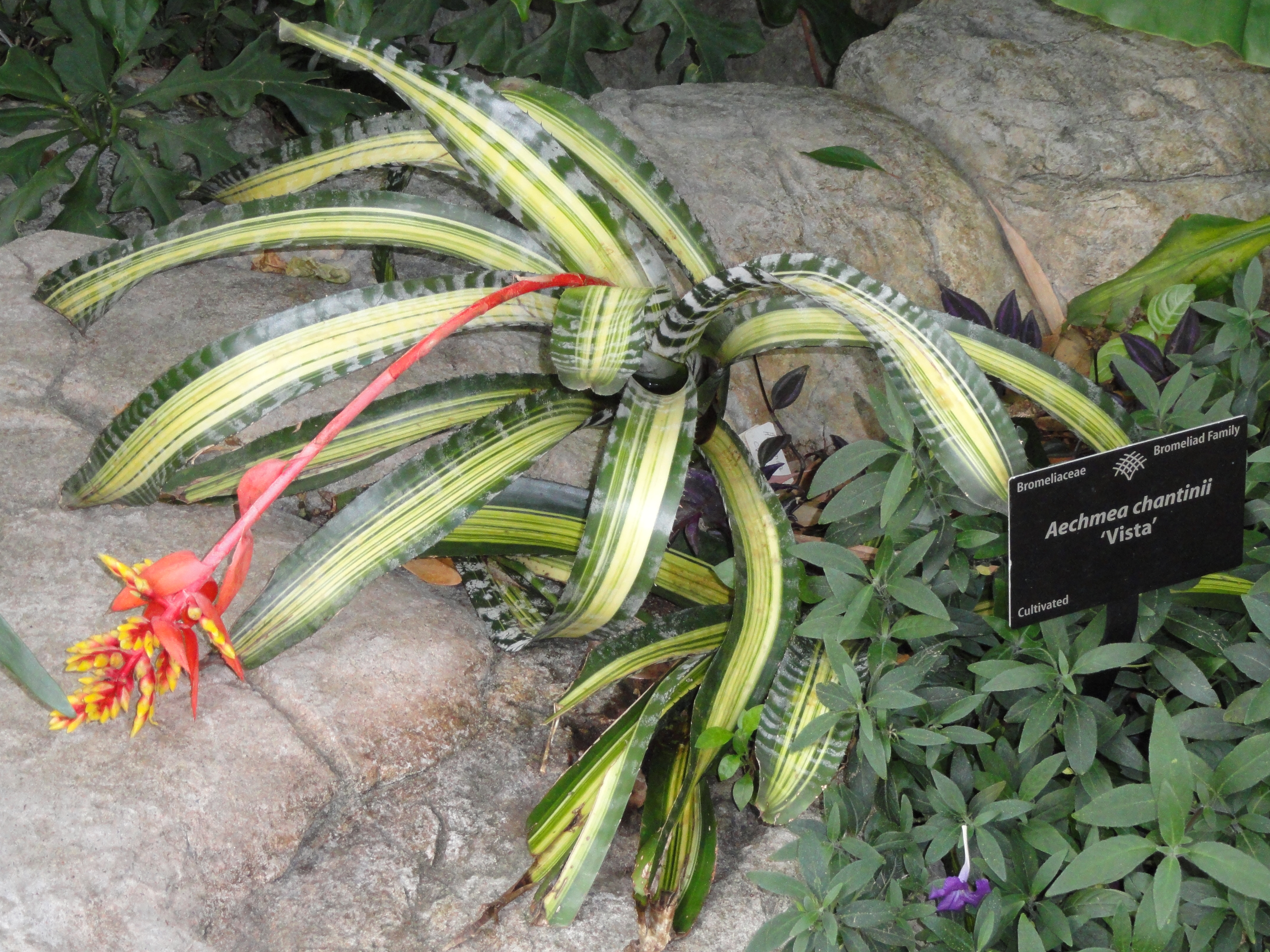
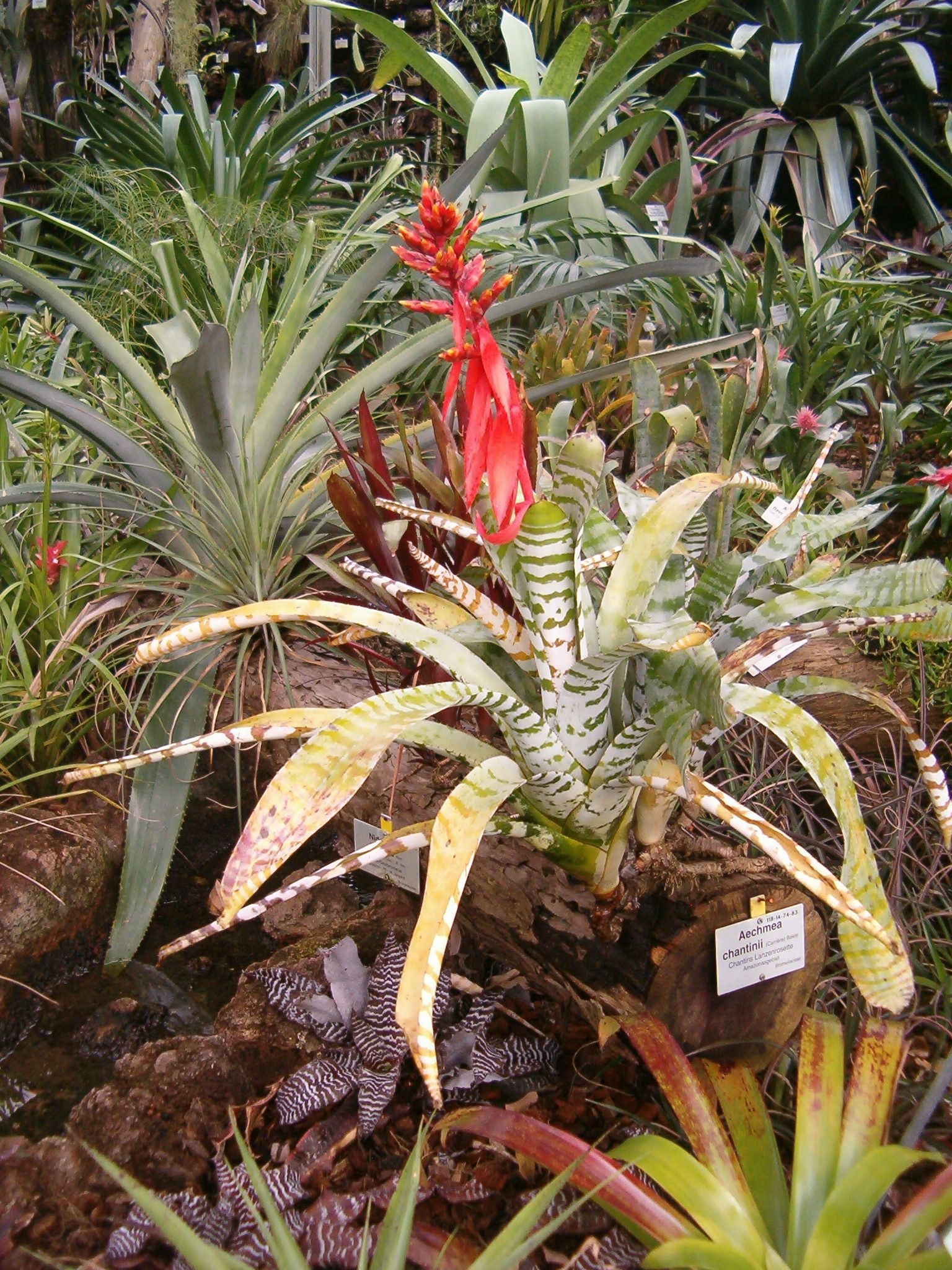